# Sericoides
Sericoides är ett släkte av skalbaggar. Sericoides ingår i familjen Melolonthidae.

## Dottertaxa tillSericoides, i alfabetisk ordning[1]
- Sericoides andina
- Sericoides antarcticus
- Sericoides argentinensis
- Sericoides atra
- Sericoides castanea
- Sericoides chilena
- Sericoides chilensis
- Sericoides chlorosticta
- Sericoides comata
- Sericoides convexa
- Sericoides delicatula
- Sericoides dubia
- Sericoides faminaei
- Sericoides frigida
- Sericoides germaini
- Sericoides glacialis
- Sericoides hirsuta
- Sericoides intermedia
- Sericoides lineolata
- Sericoides livida
- Sericoides lloydi
- Sericoides longipes
- Sericoides lucida
- Sericoides magellanica
- Sericoides monticola
- Sericoides multicolor
- Sericoides nitida
- Sericoides nossi
- Sericoides obesa
- Sericoides obscura
- Sericoides olivacea
- Sericoides opacipennis
- Sericoides pallida
- Sericoides palpalis
- Sericoides philippiana
- Sericoides picea
- Sericoides piligera
- Sericoides pubescens
- Sericoides punctata
- Sericoides rechencqui
- Sericoides rufeola
- Sericoides rufescens
- Sericoides rufocastanea
- Sericoides rugosula
- Sericoides silvatica
- Sericoides sinuaticollis
- Sericoides striata
- Sericoides subcostata
- Sericoides sulcatopunctata
- Sericoides testacea
- Sericoides variegata
- Sericoides variolosa
- Sericoides vestita
- Sericoides viridis